# Джудіт Тулука
Джудіт Сумінва Тулука (фр. Judith Suminwa)(19 жовтня 1967 , Центральне Конго ) — конголезький політик, яку 1 квітня 2024 року президент Фелікс Чісекеді запропонував на посаду прем'єр-міністра Демократичної Республіки Конго, стала першою жінкою на цій посаді. 
.
Вона буде прем'єр-міністром, поки її уряд не буде затверджено Національними зборами. 

Перед призначенням на посаду прем’єр-міністра вона була призначена міністром планування в уряді прем’єр-міністра Сама Луконде 24 березня 2023 р. 

Кабінет Сумінви було офіційно представлено 29 травня 2024 р. 

Сумінва здобула ступінь магістра прикладної економіки у Вільному університеті Брюсселя та диплом додаткового навчання з роботи в країнах, що розвиваються. 

Вона працювала в банківському секторі до того, як приєднатися до агентств ООН, включаючи Програму розвитку ООН, де вона була національним експертом у проекті підтримки громади на сході країни. 
Потім вона працювала в Міністерстві бюджету, перш ніж стати заступником координатора Президентської ради стратегічного спостереження (CPVS). 